# Olympische Sommerspiele 2000/Bogenschießen

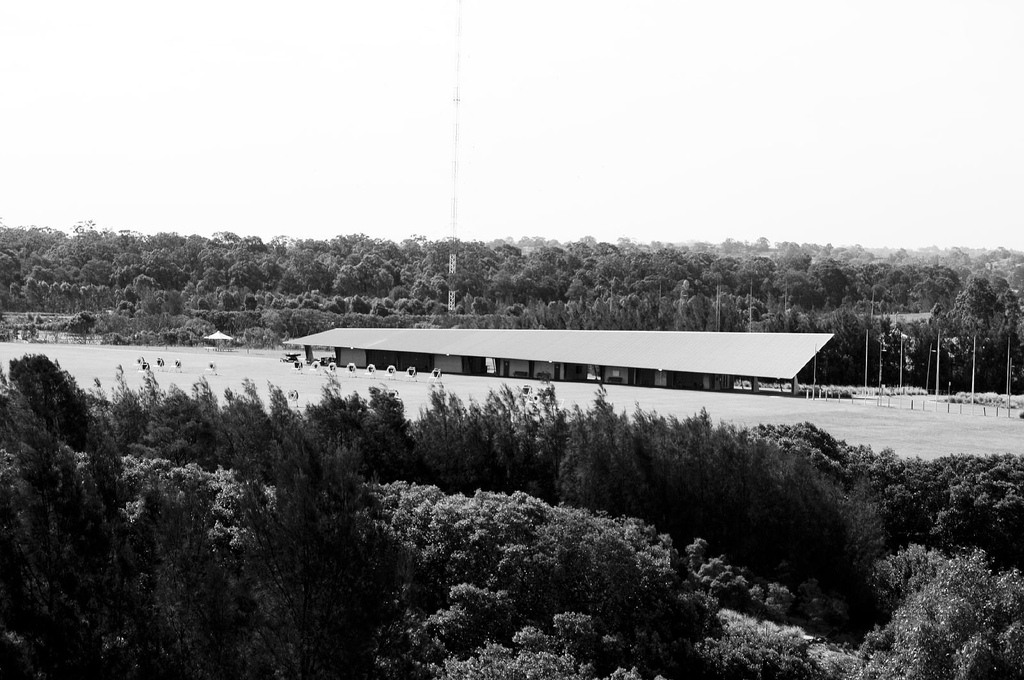
Der Sydney International Archery Park

Bei den Olympischen Sommerspielen 2000 in der australischen Metropole Sydney wurden vom 16. September bis zum 20. September vier Wettbewerbe im Bogenschießen ausgetragen.
Wettkampfort war der Sydney International Archery Park.
Die Wettbewerbe wurden jeweils in Einzel und im Team ausgetragen. Dabei betrug die Wettkampfdistanz für beide Geschlechtern 70 Meter. Ebenfalls von beiden Geschlechtern wurde auf Zielauflagen mit einem Durchmesser von 1,22 Meter geschossen. An dem Turnier nahmen 128 Athleten, jeweils 64 Männer und Frauen, aus 46 Nationen teil. Beherrschende Nation war Südkorea, welches drei der vier Goldmedaillen sowie jeweils eine Silbermedaille und eine Bronzemedaille gewann.

## Bilanz

### Medaillenspiegel
| Platz  | Land               | Gold | Silber | Bronze | Gesamt |
| ------ | ------------------ | ---- | ------ | ------ | ------ |
| 1      | Südkorea           | 3    | 1      | 1      | 5      |
| 2      | Australien         | 1    | –      | –      | 1      |
| 3      | Vereinigte Staaten | –    | 1      | 1      | 2      |
| 4      | Italien            | –    | 1      | –      | 1      |
| 4      | Ukraine            | –    | 1      | –      | 1      |
| 6      | Deutschland        | –    | –      | 1      | 1      |
| 6      | Niederlande        | –    | –      | 1      | 1      |
| Gesamt | Gesamt             | 4    | 4      | 4      | 12     |

### Medaillengewinner
| Disziplin         | Gold                                           | Silber                                                       | Bronze                                                  |
| ----------------- | ---------------------------------------------- | ------------------------------------------------------------ | ------------------------------------------------------- |
| Einzel Männer     | Simon Fairweather (AUS)                        | Vic Wunderle (USA)                                           | Wietse van Alten (NED)                                  |
| Mannschaft Männer | SüdkoreaJang Yong-ho Oh Kyo-moon Kim Chung-tae | ItalienMatteo Bisiani Ilario Di Buò Michele Frangilli        | Vereinigte StaatenButch Johnson Rod White Vic Wunderle  |
| Einzel Frauen     | Yun Mi-jin (KOR)                               | Kim Nam-soon (KOR)                                           | Kim Soo-nyung (KOR)                                     |
| Mannschaft Frauen | SüdkoreaKim Soo-nyung Kim Nam-soon Yun Mi-jin  | UkraineOlena Sadownytscha Kateryna Serdjuk Natalija Burdejna | DeutschlandBarbara Mensing Cornelia Pfohl Sandra Sachse |

## Männer

### Einzel
| Platz | Land               | Athlet                 |
| ----- | ------------------ | ---------------------- |
| 1     | Australien         | Simon Fairweather      |
| 2     | Vereinigte Staaten | Vic Wunderle           |
| 3     | Niederlande        | Wietse van Alten       |
| 4     | Schweden           | Magnus Petersson       |
| 5     | Südkorea           | Kim Chung-tae          |
| 6     | Südkorea           | Oh Kyo-moon            |
| 7     | Russland           | Balschinima Zyrempilow |
| 8     | Frankreich         | Sébastien Flute        |

Für Deutschland ging Christian Stubbe an den Start. In der Vorrunde belegte er den 54. Platz. In der ersten Ausscheidungsrunde besiegte er dann überraschend den Franzosen Lionel Torres, die Nummer zwei der Weltrangliste. In der zweiten Ausscheidungsrunde unterlag er dann jedoch dem Chinesen Bo Yang und belegte in der Endwertung den 25. Rang.
Starter aus Österreich oder der Schweiz hatten keine Plätze für das Turnier erkämpfen können.

### Mannschaft
| Platz | Land               | Athlet                                              |
| ----- | ------------------ | --------------------------------------------------- |
| 1     | Südkorea           | Jang Yong-ho Kim Chung-tae Oh Kyo-moon              |
| 2     | Italien            | Matteo Bisiani Ilario Di Buò Michele Frangilli      |
| 3     | Vereinigte Staaten | Butch Johnson Rodney White Vic Wunderle             |
| 4     | Russland           | Balschinima Zyrempilow Juri Leontjew Bair Badjonow  |
| 5     | Türkei             | Hasan Orbay Serdar Şatır Özdemir Akbal              |
| 6     | Schweden           | Magnus Petersson Niklas Eriksson Mattias Eriksson   |
| 7     | Kasachstan         | Wadim Schikarew Stanislaw Sabrodski Alexander Li    |
| 8     | Ukraine            | Serhij Antjonow Ihor Parchomenko Wiktor Kurtschenko |

## Frauen

### Einzel
| Platz | Land      | Athletin         |
| ----- | --------- | ---------------- |
| 1     | Südkorea  | Yun Mi-jin       |
| 2     | Südkorea  | Kim Nam-soon     |
| 3     | Südkorea  | Kim Soo-nyung    |
| 4     | Nordkorea | Choe Ok-sil      |
| 5     | Japan     | Sayoko Kawauchi  |
| 6     | Russland  | Natalja Bolotowa |
| 7     | Italien   | Natalia Valeeva  |
| 8     | Polen     | Joanna Nowicka   |

Bei den Damen gingen für Deutschland Barbara Mensing, Cornelia Pfohl und Sandra Sachse an den Start. Während für Sandra Sachse, mit Rang 54, nach der ersten Ausscheidungsrunde das Turnier beendet war, erreichten die beiden anderen deutschen Starterinnen die zweite Ausscheidungsrunde. In der zweiten Ausscheidungsrunde endete auch für Mensing, mit Rang 29, und Pfohl, mit Rand 25, das olympische Einzelturnier.
Ebenso wie bei den Männern hatten auch bei den Frauen die NOC’s aus Österreich und der Schweiz keine Startplätze für das Turnier.

### Mannschaft
| Platz | Land                | Athletin                                               |
| ----- | ------------------- | ------------------------------------------------------ |
| 1     | Südkorea            | Kim Nam-soon Kim Soo-nyung Yun Mi-jin                  |
| 2     | Ukraine             | Natalija Burdejna Olena Sadownytscha Kateryna Serdjuk  |
| 3     | Deutschland         | Barbara Mensing Cornelia Pfohl Sandra Sachse           |
| 4     | Türkei              | Elif Altınkaynak Zekiye Keskin Şatır Natalia Nasaridze |
| 5     | Vereinigte Staaten  | Karen Scavotto Denise Parker Janet Dykman              |
| 6     | Volksrepublik China | He Ying Yang Jianping Yu Hui                           |
| 7     | Italien             | Natalia Valeeva Cristina Ioriatti Irene Franchini      |
| 8     | Chinesisch Taipeh   | Wen Chia-ling Liu Pi-yu Lin Yi-yin                     |

## Medaillenspiegel
| Medaillenspiegel |                    |   |   |   |       |
| Platz            | Land               | G | S | B | Total |
| 1                | Südkorea           | 3 | 1 | 1 | 5     |
| 2                | Australien         | 1 | – | – | 1     |
| 3                | Vereinigte Staaten | – | 1 | 1 | 2     |
| 4                | Italien            | – | 1 | – | 1     |
| 4                | Ukraine            | – | 1 | – | 1     |
| 6                | Deutschland        | – | – | 1 | 1     |
| 6                | Niederlande        | – | – | 1 | 1     |